# Draba narmanensis
Draba narmanensis là một loài thực vật có hoa trong họ Cải. Loài này được Yild. mô tả khoa học đầu tiên năm 2000.